# Arachnis hampsoni
Arachnis hampsoni är en fjärilsart som beskrevs av Dyar 1902. Arachnis hampsoni ingår i släktet Arachnis och familjen björnspinnare. Inga underarter finns listade i Catalogue of Life.